# Тамбов в филателии
«Тамбов в филатели́и» — совокупность филателистических материалов (знаков почтовой оплаты, штемпелей и прочего), посвящённых городу Тамбову или связанных с ним.
Помимо почтовых марок, коллекционный материал по «тамбовской» теме включает также художественные маркированные конверты, почтовые карточки, спецгашения, конверты первого дня, целые вещи и календарные штемпели.
Город Тамбов и его история отражены на филателистических материалах дореволюционного времени, Советского Союза и современной России.

## История Тамбовской почты
Издавна почта из Москвы в Астрахань доставлялась по почтовому тракту, проходившему через Тамбовскую губернию.
В 1786 году в числе первых семи российских почтамтов был основан Тамбовский почтамт (викисклад).
Земская почта Тамбовского уезда Тамбовской губернии была открыта 1 августа 1869 года. Земские рассыльные 2 раза в неделю доставляли корреспонденцию из уездного центра Тамбова в волости. Доставка частных почтовых отправлений оплачивалась земскими почтовыми марками, печатавшимися в частной типографии. Гасились они чернилами (перечеркиванием). В 1874 году плата за доставку частных почтовых отправлений была отменена.
В 1886 году на территории Тамбовской и Воронежской губерний было сформировано Тамбовское управление почтово-телеграфного округа. В том же году одним из первых в России в Тамбове было построено здание почтамта.

## Почтовые марки

### Земская почта
В период с 1869 года по 1874 год, пока доставка частной корреспонденции земской почтой Тамбовского уезда была платной, было выпущено всего 3 вида почтовых марок. Тираж марок неизвестен. На всех марках помещён уездный герб.
Одна из земских миниатюр 1870 года — знаменитый тамбовский выпуск № 1 трехкопеечного достоинства. Это первенец Тамбовского уезда Тамбовской губернии, скромный миниатюрный знак, выполненный литографической печатью в голубом цвете на белой бумаге. Рисунок по тем временам традиционный — герб Тамбовской губернии. Данная марка по общепризнанной шкале редкостей относится к четырём знакам RRRR (Raritat), то есть к высшей категории филателистических раритетов. Эта марка является самой миниатюрной и очень редкой земской маркой.
Тамбовская марка известна поныне только в четырёх экземплярах. После констатации этого факта (например, в каталоге В. Херрика) прошло много десятилетий, и за всё это время не было обнаружено ни одного экземпляра. Одна из четырёх марок ныне хранится в Берлинском почтовом музее. Вторая находится в Музее связи в Санкт-Петербурге. Она демонстрировалась на Всемирной филателистической выставке «Москва-97» на стендах Государственной коллекции почтовых марок России. Третья земская марка Тамбова пребывает в известной коллекции скончавшегося Михаила Люпшица. Известна судьба и четвёртого экземпляра: долго переходивший к разным владельцам, он был сравнительно недавно продан последним владельцем в Америке за 50 тыс. долл. Приобрёл его коллекционер, оставшийся инкогнито.
По своим размерам (13,5 мм на 16,5 мм) марка поставила рекорд «миниатюрности» среди всех прочих выпусков русского земства и в сочетании с рекордом каталожной стоимости дает основание отнести «Голубой Тамбов» к уникумам мировой филателии. По классификации раритетов филателии данная почтовая марка относится к раритетам мирового класса (к таковым относят объекты коллекционирования, известные лишь в количестве 2—10 штук).
- Земские почтовые марки
- Тамбовский уезд(1870, № 1)
- Тамбовский уезд(1871, № 2)
- Тамбовский уезд(1872, № 3)

### Советский период
В июне 1931 года вышел вспомогательный выпуск Областного почтового управления Центральной Чернозёмной области, г. Тамбов. 
- Надпечатка фиолетовой краской нового номинала "15 коп" на марке стандартного выпуска 234.  Надпечатка нанесена в связи с повышением с 1 июня 1931 года почтового тарифа на простые закрытые письма с 10 коп до 15 коп.

В 1986 году была выпущена марка, посвящённая 350-летию города Тамбова  (ЦФА [АО «Марка»] № 5721), которая гасилась специальным гашением на конверте первого дня 26 апреля 1986 года. На марке изображены исторические здания города. 

### Современная Россия
В рамках серии «Россия. Регионы» в 2011 году была выпущена почтовая марка «Тамбовская область» с изображением таких символов Тамбовщины, как памятник тамбовскому мужику, мичуринские яблоки, сахарный завод «Никифоровский» и река Цна, гашение первого дня проводилось во втором отделении тамбовского почтамта 30 марта 2011 года.
7 сентября 2012 года в обращение вышла серия «Выдающиеся юристы России», одна из марок которой посвящена Г. Р. Державину, который в 1786—1788 годах был губернатором Тамбовской губернии.

## Почтовые конверты

### Советский период
Всего за годы Советской власти было выпущено, по крайней мере, более 140 художественных маркированных и немаркированных конвертов с сюжетами, посвящёнными Тамбовскому краю.
На конвертах изображались наиболее значимые события и достопримечательности в Тамбове и Тамбовской области. Часть конвертов посвящена юбилеям предприятий и организаций Тамбова, на других были запечатлены памятники и архитектурные сооружения города. Ещё одной темой конвертов стали текущие события, проводимые в городе, — филателистические выставки, спортивные соревнования, события культуры.
- Клубные почтовые конверты
- Почтовый конверт, посвященный учредительной конференции ВОФ 1968 года
- Почтовый конверт, посвященный дню филателиста 1959 года

### Современная Россия
Выпуск художественных маркированных конвертов тамбовской тематики продолжился в Российской Федерации.
В 2008 году выпущен художественный маркированный конверт, посвящённый открытию памятника «Тамбовскому мужику» на тамбовщине.
19 ноября 2018 года выпущен художественный маркированный конверт- 100 лет Тамбовскому государственному университету имени Г.Р. Державина.  Архитектор Ф. Ливчак

## Почтовые гашения

### Календарные штемпели
На календарных почтовых штемпелях отмечаются дата и место отправки почтового отправления.
- Календарный штемпель 1925 года
- Календарный штемпель 1957 года
- Специальный штемпель 1961 года «325 лет Тамбову»
- Штемпели специального гашения 2000-х годов

### Специальные гашения
Известно большое количество специальных гашений, непосредственно посвящённых Тамбову и событиям в его истории. Существуют также спецгашения, приуроченные к событиям, напрямую не связанным с Тамбовом, но которые содержат название Тамбова как места гашения. Среди них можно назвать специальные гашения по случаю Недели письма, различных праздников (Новый год, День святого Валентина, Пасха) и прочие.

## Тамбовские общества коллекционеров
Своё начало общество тамбовских коллекционеров берёт от созданного в 1924 году Тамбовского губернского общества краеведов (1924—1931). На первом заседании членов правления общества, которое состоялось 13 января 1924 года, рассматривались вопросы изучения природы и культуры местного края. Дальнейшее развитие регионалистики дала Вторая Всесоюзная краеведческая конференция, состоявшаяся 3—4 декабря 1924 года в Москве. Тамбовскую организацию на конференции представлял её ученый секретарь П. Н. Черменский.
В 1968 году было создано Тамбовское отделение Всесоюзного общества филателистов, правопреемником которого стало Тамбовское отделение Союза филателистов России, а с 1997 года создана Общественная организация «Тамбовский областной Клуб коллекционеров».
Почтой СССР выпущено немало почтовых марок, художественных маркированных и немаркированных почтовых конвертов и односторонних почтовых карточек с оригинальной маркой, тематика которых была связана с Тамбовом и Тамбовской областью. Свою лепту в их выпуск внесли и тамбовские коллекционеры.

## Коллекционеры
Одним из самых известных наших современников, причастных к исследованию тамбовской тематики, был краевед, журналист и коллекционер Николай Алексеевич Никифоров (1914—2003), который родился в Тамбове в дворянской семье и с 15 лет увлёкся коллекционированием: собирал всё, что имеет отношение к тамбовскому краю. С годами особый интерес появился к коллекционированию всего, что связано с литературой.

## Выставки
C 1 по 15 октября 1988 года в Тамбове проводилась филателистическая выставка «Чернозёмный край-88». По случаю выставки министерством связи СССР был выпущен художественный маркированный конверт и проводилось специальное гашение.
12 сентября 2013 года в Музейно-выставочном центре Тамбовской области прошла историко-краеведческая выставка открыток с видами городов Тамбовской губернии конца XIX — начала XX веков «Тамбовская губерния. В самом сердце России». Выставка была организована Общественной организацией «Тамбовский областной Клуб коллекционеров» и посвящена Году культуры в Тамбовской области.